# Ole
Ole er et drengenavn, der stammer fra Oluf, hvilket i urnordisk var et sammensat ord Anu-laibaR med betydningen "efterkommer ('levn') af stamfaderen ('anen')".
Navnet anvendes også i mindre udstrækning i sammensætninger med og uden bindestreg, f.eks. Jens-Ole og Niels Ole. I Sverige bruges oftest Olle og Ola, der også undertiden bruges i Danmark sammen med andre sjældnere varianter som Oli. Primo 2009 var der ifølge Danmarks Statistik 35.723 danskere, der havde et af disse navne (ikke sammensatte udgaver)

## Kendte personer med navnet

### Erhverv og undervisning
- Ole Abildgaard, dansk erhvervsleder.
- Ole Andresen, dansk erhvervsleder.
- Ole E. Barndorff-Nielsen, dansk matematiker.
- Ole Berthelsen, dansk geolog.
- Ole Boye, dansk arkitekt.
- Ole Buhl, dansk arkitekt.
- Ole Comoll Christensen, dansk tegner.
- Ole Kirk Christiansen, dansk erhvervsleder.
- Ole Dall, dansk chefredaktør.
- Ole Ege, dansk fotograf.
- Ole Falkentorp, dansk arkitekt.
- Ole Feldbæk, dansk historiker.
- Ole Giber, dansk astrolog.
- Ole Gjerløv-Knudsen, dansk møbelarkitekt.
- Ole Hagen, dansk arkitekt.
- Ole Steen Hansen, dansk erhvervsleder.
- Ole Hartling, dansk læge.
- Ole Hasselbalch, dansk jurist og forfatter.
- Ole Henriksen, dansk hudspecialist og kosmetolog.
- Ole Jacobsen, dansk tv-vært.
- Ole Sylvester Jørgensen, dansk læge.
- Ole Kibsgaard, dansk docent og guitarist.
- Ole Klindt-Jensen, dansk arkæolog.
- Ole Krohn, dansk journalist.
- Ole Kolster, dansk journalist.
- Ole Lund Kirkegaard, dansk lærer og børnebogsforfatter.
- Ole Lynggaard, dansk guldsmed.
- Ole Meisner, dansk radiovært.
- Ole G. Mouritsen, dansk fysiker.
- Ole Henrik Møller, dansk skolemand og personalhistoriker.
- Ole Birk Olesen, dansk journalist og redaktør.
- Ole Palsby, dansk designer.
- Ole Rasmussen, dansk journalist.
- Ole Rømer, dansk astronom og politidirektør.
- Ole Scherfig, dansk erhvervsleder.
- Ole Schwalbe, dansk grafiker.
- Ole Sippel, dansk journalist.
- Ole Sporring, dansk grafiker.
- Ole Thisted, dansk journalist og tv-vært.
- Ole Thyssen, dansk professor.
- Ole Togeby, dansk sprogforsker.
- Ole Tøpholm, dansk journalist og radiovært.
- Ole Vinding, dansk journalist og forfatter.
- Ole Wanscher, dansk arkitekt.
- Ole Wennike, dansk radiovært.
- Ole Wich, dansk grafiker.
- Ole Wæver, dansk professor.

### Kunst og kultur
- Ole Beich, dansk musiker.
- Ole Berthelsen, dansk sanger.
- Ole Gorter Boisen, dansk skuespiller.
- Ole Borg, dansk skuespiller.
- Ole Bornedal, dansk filminstruktør.
- Ole Buck, dansk komponist.
- Ole Bull, norsk violinist.
- Ole Clifford, dansk forfatter.
- Ole Dixon, dansk jazzmusiker og skuespiller.
- Ole Ernst, dansk skuespiller.
- Ole Fick, dansk skuespiller.
- Ole Frøslev, dansk forfatter.
- Ole Grünbaum, dansk forfatter og ungdomsoprører.
- Ole Kock Hansen, dansk komponist og pianist.
- Ole Heerup, dansk maler.
- Ole Hvidman, dansk skuespiller.
- Ole Hyltoft, dansk forfatter.
- Ole Høst, dansk maler.
- Ole Ishøy, dansk skuespiller.
- Ole Jacobsen, dansk komponist.
- Ole Juul, norsk maler.
- Ole Juul, dansk forfatter og journalist.
- Ole Kielberg, dansk maler.
- Ole Fogh Kirkeby, dansk filosof.
- Ole Kühl, dansk jazzmusiker.
- Ole Lange, dansk forfatter og professor.
- Ole Henrik Laub, dansk forfatter.
- Ole Lemmeke, dansk skuespiller.
- Ole Christian Madsen, dansk filminstruktør.
- Ole Meyer, dansk skuespiller.
- Ole Michelsen, dansk filmanmelder og forfatter.
- Ole Monty, dansk skuespiller.
- Ole Mortensen, dansk musiker og radiomedarbejder.
- Ole Rasmus Møller, dansk skuespiller.
- Ole Neumann, dansk skuespiller.
- Ole Nezer, dansk jazzmusiker.
- Ole Henrik Benedictus Olrik, dansk maler og billedhugger.
- Ole Olsen, dansk filmpioner.
- Ole Ousen, dansk guitarist.
- Ole Palsbo, dansk filmkritiker og -instruktør.
- Ole Paus, norsk forfatter og sanger.
- Ole Roos, dansk filminstruktør.
- Ole Sarvig, dansk forfatter.
- Ole Schmidt, dansk dirigent og komponist.
- Ole Stephensen, dansk tv-vært og skuespiller.
- Ole Søltoft, dansk skuespiller.
- Ole Bjørn Sørensen, dansk musiker.
- Ole Thestrup, dansk skuespiller.
- Ole Thilo, dansk pianist.
- Ole Ulvedal, dansk kontrabassist.
- Ole Vardinghus, dansk digter.
- Ole Wegener, dansk skuespiller.
- Ole Wisborg, dansk skuespiller.
- Ole Wivel, dansk forfatter.

### Militæret og modstandsfolk
- Ole Chievitz, dansk modstandsmand.
- Ole Geisler, dansk modstandsmand.
- Ole Hansen, dansk søofficer.
- Ole Judichær, dansk admiral.
- Ole Kiilerich, dansk modstandmand.
- Ole Lippmann, dansk modstandsmand.
- Ole Otto Paus, norsk generalmajor.

### Politik
- Ole Andreasen, dansk europaparlamentsmedlem.
- Ole von Beust, tysk borgmester.
- Ole Bjørstorp, dansk borgmester.
- Ole Christensen, dansk europaparlamentsmedlem.
- Ole Vagn Christensen, dansk folketingsmedlem.
- Ole Donner, dansk politiker.
- Ole Due, dansk dommer.
- Ole Espersen, dansk jurist, politiker og justitsminister.
- Ole Glahn, dansk politiker.
- Ole Hansen, dansk minister.
- Ole Henriksen, dansk politiker.
- Ole Bernt Henriksen, dansk journalist, konservativ politiker og forfatter.
- Ole Hækkerup, dansk politiker.
- Ole Roed Jakobsen, dansk borgmester.
- Ole Vig Jensen, dansk højskolemand og minister.
- Ole Kirk, dansk politiker.
- Ole Bjørn Kraft, dansk politiker og minister.
- Ole Krarup, dansk jurist og EU-parlamentariker.
- Ole M. Nielsen, dansk politiker.
- Ole Wøhlers Olsen, dansk diplomat.
- Ole Løvig Simonsen, dansk minister.
- Ole Sohn, dansk politiker.
- Ole Stavad, dansk politiker.

### Religion og gejstlige
- Ole Bertelsen, dansk biskop.
- Ole Nielsen Føltved, dansk præst.
- Ole Hallesby, norsk teolog.
- Ole Nydahl, dansk lama.
- Ole Vind, dansk præst.

### Sport
- Ole Berntsen, dansk sejlsportsmand.
- Ole Bjur, dansk fodboldspiller.
- Ole Einar Bjørndalen, norsk skiskytte.
- Ole Bjørnmose, dansk fodboldspiller.
- Ole Budtz, dansk fodboldspiller.
- Ole Dorph-Jensen, dansk atlet.
- Ole Magnus Ekelund, norsk håndboldspiller.
- Ole Fritsen, dansk fodboldspiller.
- Ole Hansen, dansk orienteringsløber.
- Ole Hansen, dansk løber.
- Ole David Jensen, dansk kapgænger.
- Ole Kjær, dansk fodboldmålmand.
- Ole Lindskjold, dansk atlet.
- Ole Madsen, dansk fodboldspiller.
- Ole Kirketerp Madsen, dansk fodboldspiller.
- Ole Henrik Mortensen, dansk kricketspiller.
- Ole Mørk, dansk fodboldspiller.
- Ole Nørskov, dansk håndboldspiller.
- Ole Olsen, dansk speedwaykører.
- Ole Qvist, dansk fodboldspiller.
- Ole Rasmussen, dansk fodboldspiller.
- Ole Riber Rasmussen, dansk konkurrenceskytte.
- Ole Ritter, dansk cykelrytter.
- Ole Schwennesen, dansk fodboldtræner.
- Ole Gunnar Solskjær, norsk fodboldspiller.
- Ole Stenen, norsk skisportsudøver.
- Ole Sørensen, dansk fodboldspiller.
- Ole Tobiasen, dansk fodboldspiller.

### Uklassificeret
- Ole den Frøkne, dansk sagnkonge.
- Ole Worm, dansk polyhistor.
- Ole Kollerød, dansk morder.

## Navnet anvendt i fiktion
- Ole Lukøje er en eventyrfigur, der får børn til at sove. H.C. Andersen har skrevet et eventyr med samme titel. Den lille Ole med Paraplyen er en kendt børnesang over samme tema af Peter Lemche.
- Ole Bole ABC er en læsebog, der udkom i 1927 og især er kendt for sine tegninger af Robert Storm Petersen.
- Ole sad på en knold og sang er et digt og en sang skrevet af Jeppe Aakjær i 1899, med melodi fra 1911 af komponisten Alfred Tofft (1865-1931). Det handler om en ung fårehyrdes udlængsel og udkom i samlingen Ad Hedestier.

## Andre anvendelser
- Gamle Ole er navnet på en meget lagret ost.
- Gamle Ole bruges i bingospil ofte som betegnelsen for tallet 90.[3]